# 楠木正氏
楠木 正氏（くすのき まさうじ）、通称弥四郎（やしろう）は、鎌倉時代後期から南北朝時代の武将。楠木正成の甥。湊川の戦いで敗死した。

## 生涯
延元元年/建武3年5月25日（1336年7月4日）、伯父（叔父？）楠木正成のもと湊川の戦いに参戦（『広峰文書』）。足利方の武将で広峯神社大別当（神社の総長）の広峰昌俊（広峰長貞）と何合も撃ち合い、昌俊の兜の左右の吹返し（兜左右の出っ張っている面）を斬るなど善戦したが、ついに昌俊に討たれた（『広峰文書』）。その首は足利軍陸側の大将足利直義のもとにもたらされ、翌26日に首実検で確認完了、同7月に昌俊は軍忠状をしたため高師泰の判を受けた（『広峰文書』）。
なお、昌俊の軍忠状では弥四郎という通称しかわからないが、同文書中の『広峰系図』では弥四郎の諱は正氏とされている。
一次史料で実在が確実であるにもかかわらず、『尊卑分脈』版『橘氏系図』、『群書類従』版『橘氏系図』、軍記物『太平記』、いずれにも該当する人物が出てこない謎の多い人物である。また、両『橘氏系図』では「正氏」は正成の弟の名前（つまり正季の別名）とされている。広峰昌俊と高師泰が虚偽の書状を作ったのでなければ、正氏は正成の兄弟で唯一実在が確定している楠木正季の息子ということになる。あるいは、年齢的には、『橘氏系図』で正成・正季の兄とされ、名前以外に業績が全く不明の楠木俊親という人物の息子という可能性もある。